# الین هندریکس
الین هندریکس (انگلیسی: Elaine Hendrix؛ زادهٔ ۲۸ دسامبر ۱۹۷۰) یک هنرپیشه اهل ایالات متحده آمریکا است. وی از سال ۱۹۹۲ میلادی تاکنون مشغول فعالیت بوده‌است.
از فیلم‌ها یا برنامه‌های تلویزیونی که وی در آن نقش داشته‌است می‌توان به لیمو لیمای عزیز ، تجدید دیدار دبیرستانی رومی و میشل، یک بزرگراه رو تمیز کن، مولی و دودمان اشاره کرد.